# کاسرس (شهر)
کاسرس (اسپانیایی: Cáceres) مرکز استان کاسرس اسپانیا است.
جمعیت آن ۸۸٬۲۴۵ نفر و مساحتش ۱۷۵۰ کیلومتر مربع است.